# أب باد كلبعلي خاني (خبر بافت)
أب باد كلبعلي خاني (بالفارسية: آب‌باد کلبعلی خانی) هي قرية تقع في إيران في Khabar Rural District. يقدر عدد سكانها بـ 56 نسمة .